# Christian Frischke
Christian Frischke (* 14. April 1968 in Cottbus) ist ein ehemaliger deutscher Fußballspieler in der Abwehr. Er spielte für die BSG Energie Cottbus in der DDR-Oberliga.

## Karriere
Frischke spielte in seiner Jugend von 1977 bis 1978 bei seinem Heimatverein BSG Turbine Cottbus. Danach war er für drei Jahre bei der Jugendabteilung der BSG Energie Cottbus, bevor er 1981 zum BFC Dynamo wechselte. 1987 kehrte Frischke zurück zu Energie Cottbus, das in der zweitklassigen DDR-Liga spielte. In der Saison 1987/88 kam er siebenmal zum Einsatz. Nach dem Aufstieg in die Oberliga, wurde er zu Beginn der Spielzeit 1988/89 noch viermal eingesetzt. Zu Jahresbeginn 1989 wechselte Frischke zur BSG Aktivist Brieske-Senftenberg, wo er vier Spiele in der DDR-Liga absolvierte, ging jedoch im Sommer bereits weiter zur BSG Chemie Guben. Auch dort blieb er nur kurz, kam aber immerhin auf 28 Einsätze und zwei Tore in zwei Spielzeiten. 1991 verpflichtete ihn der SV Dissenchen. 1992 wechselte Frischke zum ESV Lok Cottbus, wo er seine Karriere im darauffolgenden Jahr beendete.
Frischke trainierte von 2002 bis 2011 die Jugend der SG Groß Gaglow. Anschließend war er bis 2015 Cheftrainer des Kolkwitzer SV. Seit 2015 wirkt Frischke als Qualifizierungsbeauftragter/Trainer-Lehrwart beim DFB-Stützpunkt Cottbus.